# Fusako Kitashirakawa
Fusako Kitashirakawa, född 1890, död 1974, var en japansk prinsessa. Hon var dotter till kejsar Meiji av Japan. 
Hennes make var medlem av en gren av kejsarhuset. Hon tjänstgjorde traditionsenligt som prästinna för Ise Jingū. År 1947 förlorade hon och hennes familj genom de nya reglerna sin kejserliga status. 